# Канаста
Кана́ста (от исп. canasta — корзинка) — карточная игра, зародившаяся в начале XX века в Южной Америке, предположительно в Уругвае. В 1950-е годы игра проникла в США, где стала популярной, а после уже попала в Европу. Существует несколько вариантов канасты, наиболее распространёнными из которых являются два — классическая канаста и американская канаста.
Обычно в канасту играют вчетвером, пара на пару, хотя существуют возможность игры вдвоём, втроём (каждый за себя) и вшестером (три пары). Для игры используются две полные колоды с джокерами. Смысл игры состоит в накоплении на руках и последующей выкладке на стол комбинаций карт. Комбинациями в канасте считаются сочетания карт одного ранга — три и более (три девятки, четыре дамы и т. д.), которые могут быть дополнены двойками и джокерами, которые в этой игре имеют особое значение, причём количество двоек и джокеров в комбинации не должно превышать половины (например, допустима комбинация две пятёрки и джокер, но не допустима пятёрка и два джокера). Игра состоит из нескольких розыгрышей, целью которых является получение наибольшего числа очков за выложенные на стол комбинации. Для окончания розыгрыша нужно, чтобы один из игроков сбросил все карты при наличии в своей выкладке или выкладке партнёра комбинации из семи карт, которая и называется канастой.

## Классическая канаста
В самом начале сдающий определяется по жребию, в дальнейшем сдают по очереди. При игре вчетвером сдаётся по 12 карт (втроём — по 13, вдвоём — по 15). Ещё одна карта кладётся лицом вверх рядом с колодой, образуя начало банка. Начальной картой не могут быть джокеры, двойки и тройки, которые должны быть заменены на любую другую карту из колоды.
Карты оцениваются следующим образом: чёрные тройки и карты от четвёрки до семёрки — по 5 очков, от восьмёрки до короля — по 10 очков, двойки и тузы — по 20 очков, джокеры — по 50 очков. Красные тройки не участвуют в игре и при попадании на руки должны быть сразу же обменены на другие карты из колоды. В конце розыгрыша каждая красная тройка приносит 100 плюсовых очков в случае, если пара игроков закрывается первой, то есть выигрывает розыгрыш (не обязательно, что при выигрыше партнёрами будет набрано большее число очков, нежели у соперников), или 100 минусовых очков в случае проигрыша розыгрыша. Четыре красные тройки дадут 800 плюсовых или минусовых очков. Игра ведётся до 5000 очков (или до 7000).
Игру начинает игрок, сидящий по левую руку от сдающего. Он должен взять одну карту из колоды, решить, выкладывать или нет комбинацию на стол, если таковая имеется на руках, дополнить или нет выкладку партнёра, и сбросить одну карту в банк. После сброса карты в банк выкладывать карты нельзя, ход переходит к следующему игроку по часовой стрелке. Для выкладки первоначальной комбинаций предъявляется требование необходимого числа очков в этой комбинации, которые ужесточаются по ходу игры. Так, если на счету партнёров от 0 до 1495 очков, то в начальной выкладке должно быть как минимум 50 очков, от 1500 до 2995 — 90 очков, от 3000 — 120 очков (при игре до 7000 очков эти требования меняются незначительно: 0—1495 — 50 очков, 1500—2995 — 70 очков, 3000—4995 — 90 очков, 5000 и больше — 120 очков). Если у партнеров отрицательное число очков, то для первой выкладки достаточно предъявить 15 очков, чему удовлетворяет любая комбинация. Если на руках есть канаста, то её разрешается выложить в любом случае, даже без выполнения условия наличия определённого числа очков. Комбинации на руках можно удерживать для того, чтобы выйти за одну выкладку, что даёт дополнительные очки. Выйти имеет право только тот игрок, у которого (или у его напарника) есть в выкладке канаста. В противном случае, если у него осталась на руках одна карта, он не сбрасывает её в банк, а пропускает ход.
Канаста может быть «чистой» (или красной) или «грязной» (или чёрной). В «чистой» канасте семь или более карт одинакового ранга без двоек или джокеров. В «грязной» канасте могут присутствовать двойки или джокеры, количеством не более половины. Для удобства подсчёта карты «чистой» и «грязной» канаст складываются стопкой, чтобы показать, что комбинация закрыта, с верхней красной или чёрной картами. В дальнейшем к канасте разрешено добавлять карты, причём добавление двойки или джокера к «чистой» канасте сразу же превращает её в «грязную».
Карты также можно брать из банка. Для этого требуется, чтобы на руках были две карты того же ранга, что и верхняя в банке, если банк блокирован или на столе была выкладка из карт того же ранга, если банк не блокирован. Взяв верхнюю карту из банка и сделав выкладку, удовлетворяющую минимальным требованиям, если она начальная, игрок забирает и все остальные карты из банка. Банк блокируется, если в нём есть хотя бы одна двойка или джокер. Чтобы показать, что банк блокирован, блокирующая карта кладётся перпендикулярно остальным. Чёрные тройки также блокируют банк, но только для следующего игрока. Это делается, чтобы оставить возможность взятия банка для своего напарника, чтобы в свой ход игрок соперника не мог взять банк. В самом начале розыгрыша банк заблокирован
.
Чёрные тройки разрешается также выкладывать на стол в виде комбинации из трёх или четырёх карт. Допустимо это только при сбросе с руки всех карт. Каждая чёрная тройка оценивается в 5 очков.

### Подсчёт очков
По окончании розыгрыша, когда один из игроков сбросил свои карты (вышел) при наличии канасты в выкладке у него или его напарника, производится подсчёт очков. Все карты, оставшиеся на руках засчитываются в минус. Если к моменту окончания розыгрыша у соперников нет в выкладке ни одной канасты, то и выложенные карты засчитываются в минус.
- 3♦, 3♥ — по +100 очков в случае выигрыша и по −100 в случае проигрыша (±1000 за четыре красные тройки)
- 3♣, 3♠ — по 5 очков
- 4, 5, 6, 7 — по 5 очков
- 8, 9, 10, В, Д, К — по 10 очков
- Т — 20 очков
- 2 — 20 очков
- джокер — 50 очков

Очки начисляются за следующее:
- за комбинации карт, выложенные на стол:
  - 3♦, 3♥ — по +100 очков в случае выигрыша и по −100 в случае проигрыша (±800 за четыре красные тройки)
  - 3♣, 3♠ — по 5 очков
  - 4, 5, 6, 7 — по 5 очков
  - 8, 9, 10, В, Д, К — по 10 очков
  - Т — 20 очков
  - 2 — 20 очков
  - Джокер — 50 очков
- за выход — 100 очков
- за выход одним ходом — 100 очков дополнительно
- за выход одним ходом с канастой — 100 очков дополнительно
- за «грязную» канасту — 300 очков (плюс номинал каждой карты, если в канасте больше семи карт)
- за «чистую» канасту — 500 очков (плюс номинал каждой карты, если в канасте больше семи карт).

Существующие разновидности классической канасты требуют наличие канасты у каждого из игроков пары, наличия как минимум двух канаст на пару, разрешают при закрытии дать возможность выложить карты (но только все) и напарнику, разрешают не сбрасывать последнюю карту в банк, а доложить к выкладке партнёра, а также существуют некоторые другие условия.